# Gabriella Brum
Gabriella Brum (* 22. März 1962 in Berlin) ist ein ehemaliges Fotomodell sowie eine Schönheitskönigin deutsch-britischer Herkunft.

## Leben
Brums Mutter hatte den britischen Soldaten Edward Brum aus London 1961 in West-Berlin kennengelernt, trennte sich aber nach wenigen Jahren von ihm und hieß später Angelika Roure. Die gemeinsame Tochter Gabriella Brum besuchte von 1976 bis 1980 das Lessing-Gymnasium in West-Berlin, brach die Schulausbildung aber zugunsten einer angestrebten Filmkarriere ab. Sie hatte den 52-jährigen, unter verschiedenen Pseudonymen agierenden Regisseur, Kameramann und Produzenten Wolfgang Benno Bellenbaum (1928–1984) kennengelernt, mit dem sie nach Los Angeles (USA) ging, wo sie als Fotomodell arbeitete.

### Miss Germany (1980)
Am 26. Juni 1980 wurde Brum im Internationalen Congress Centrum (ICC) in West-Berlin zur Miss Germany gekrönt. Einem Zeit-Artikel vom Juli 1980 ist zu entnehmen, dass ihre Wahl zur Miss Deutschland auf Kritik stieß. So wurde beanstandet, dass Brum nicht mehr mit Hauptwohnsitz in Deutschland lebte, zudem saß offensichtlich die Frau eines Freundes von Wolfgang Benno Bellenbaum in der Jury.

### Miss World (1980)
Am 13. November des gleichen Jahres gewann Brum die Wahl zur Miss World in London und war damit nach Petra Schürmann die zweite deutsche Trägerin dieses Titels. Als Titelträgerin folgte ihr die Zweitplatzierte Kimberley Santos aus Guam mit einem Geldpreis in Höhe von 12.000 US-Dollar und geschäftliche Verträge im Wert von 36.000 US-Dollar. Tags darauf trat Brum mit der Begründung zurück, ihr Freund sei mit ihren neuen Verpflichtungen nicht einverstanden; sie gab nach 18 Stunden freiwillig ihren Titel zurück, da sie „bei Benno sein wollte, statt ein Jahr unter einem strengen Vertrag durch die Welt zu fliegen.“ Späteren Behauptungen zufolge war sie zum Rücktritt gezwungen worden, weil es Nacktfotos von ihr gab. In einem Interview gegenüber dem Spiegel bekannte sich der Fotograf Wolfgang Heilemann als Urheber dieser Fotos. Die Serie war für das Magazin Paris Match gedacht.

### Leben in den Vereinigten Staaten
In den ersten Jahren war Brum in den Vereinigten Staaten als Fotomodell erfolgreich. Unter anderem erschienen Aufnahmen von ihr im Playboy 5/1981. Ursprünglich beabsichtigte Erfolge in der Filmbranche sind nicht auffindbar. 
1981 heiratete sie in North Hollywood Wolfgang Benno Bellenbaum – Trauzeuge war Peter Joosten. Beide lebten schon bald getrennt. Ihr Mann erschoss sich im Alter von 55 Jahren in seiner Wohnung in Encino, einem Stadtteil von Los Angeles. Seine Leiche wurde von Brum identifiziert. Neben der Tatwaffe wurde ein Abschiedsschreiben gefunden.
Einem Artikel auf der Plattform United States Online News (U.S.S.Post) vom Januar 2012 ist zu entnehmen, dass sie zu diesem Zeitpunkt noch in Los Angeles ansässig war. Gemäß den Angaben in ihrem Stayfriends-Profil lebt Brum noch heute (2022) in den Vereinigten Staaten.